# Iñigo Muguruza Ugarte
Iñigo Muguruza Ugarte (Irun, 17 de desembre de 1964 - 5 de setembre de 2019) fou un músic basc. Era el germà menor dels també músics Fermin Muguruza i Jabier Muguruza. Va formar part dels següents grups: Desband (reconvertit en Beti Mugan), Kortatu, Delirium Tremens, Negu Gorriak, Joxe Ripiau, Sagarroi i Lurra. En aquests grups va tocar el baix i la guitarra elèctrica.
A part de la seva faceta musical, Iñigo Muguruza va ser un artista polifacètic. Va dirigir un curtmetratge, va participar en la posada en escena de l'obra de teatre Ezekiel i va escriure un llibre de relats infantils.

## Carrera musical

### Els anys 80
Iñigo, amb catorze anys, va començar la seva carrera musical tocant en un grup anomenat Desband. Iñigo va acabar deixant aquest grup, que més tard es convertiria en Beti Mugan.

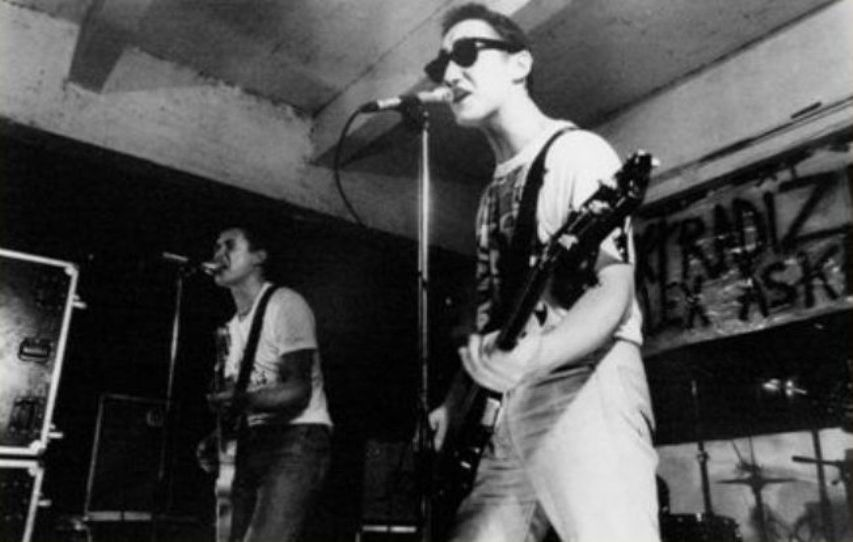
Concert de Kortatu al Gaztetxe d'Egia, l'any 1987. Fermin a l'esquerra i Iñigo a la dreta.

El 1984 va formar, juntament amb el seu germà Fermin i Treku Armendáriz el grup Kortatu. Fermin es va encarregar de cantar i tocar la guitarra, Iñigo es va encarregar del baix i Treku de la bateria. Van ser l'inici en l'anomenat rock radical basc i van ser pioners a introduir el ska a l'estat espanyol.
El grup es va donar a conèixer el 1985 amb un recopilatori anomenat «El disco de los cuatro» amb Cicatriz, Jotakie i Kontuz-Hi!. Posteriorment van gravar tres àlbums d'estudi (Kortatu, 1985; El estado de las cosas, 1986; Kolpez Kolpe, 1988) un disc en directe (Azken Guda Dantza, 1988), un recopilatori per Europa (A Frontline Compilation, 1988) i un maxi-single (A la calle, 1986), a més d'un grapat de singles.
Després de l'enregistrament d'Azken Guda Dantza el grup es va separar. Durant els seus quatre anys de vida van fer un total de 280 concerts per tota la geografia espanyola i per nombrosos països europeus.
Amb Kortatu dissolts, Iñigo va deixar el País Basc durant uns mesos en els quals va estar com a cooperant a Nicaragua, treballant com a brigadista en les campanyes de suport al Frente Sandinista de Liberación Nacional.
De tornada al País Basc va començar a preparar el seu retorn als escenaris al costat de Fermin i Kaki Arkarazo, qui havia produït Kolpez Kolpe i s'havia incorporat a Kortatu com a segon guitarrista a la seva gira de comiat. Entre els tres es van posar a preparar un nou projecte musical.

### Els anys 90: Negu Gorriak

#### 1990: nous projectes
El 1990 es va incorporar a Delirium Tremens com a segon guitarrista. Amb la banda va gravar Hiru Aeroplano, el seu últim disc amb Oihuka i que és considerat com el seu millor LP. L'àlbum va ser produït per Kaki Arkarazo, qui també va exercir de tècnic de so en els seus concerts.
Aquest mateix any es va donar a conèixer el naixement d'un nou grup, que va resultar ser un dels grups bascos més importants dels 90: Negu Gorriak. Amb aquest grup (Fermin a la veu i Iñigo i Kaki a les guitarres) van iniciar un rock incorporant elements de rap (Iñigo, Fermin i Kaki són grans fans de Public Enemy) i música negra (soul i funk) al rock, punk i hardcore que ja van practicar en Kortatu. Aquest any van aparèixer les seves primeres referències. Primer va ser la seva versió de «Gaberako aterbea» («Refugi nocturn») en el tribut rock a Mikel Laboa Txerokee, Mikel Laboaren Kantak. Més tard va aparèixer el seu primer àlbum Negu Gorriak i un single amb cançons exclusives: «Hator, hator» / «Oker dabiltza». El mes de desembre d'aquest any van actuar davant 13.000 persones en la marxa que fan tots els anys els familiars de presos d'ETA a la presó d'Herrera de la Manxa, organitzat per la Gestores Pro Amnistia. Per a aquest concert van comptar amb Mikel «Anestesia» com a baixista.

#### 1991-1993: la consagració de Negu Gorriak

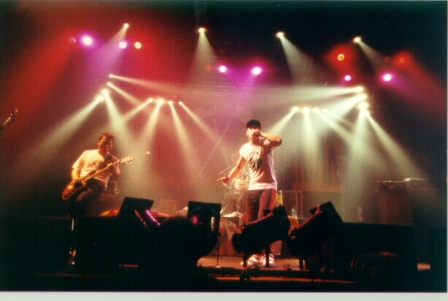
Concert de Negu Gorriak a Bilbao en 1991, al final de la gira Gora Herria/Power to the People Tour 91. Kaki Arkarazo (esq.) i Fermin Muguruza (dta.).

El 1991 Negu Gorriak es van configurar definitivament com a quintet gràcies a la incorporació de Mikel «BAP!!» a la bateria. Amb aquest nou membre varen publicar el seu segon treball Gure Jarrera («La nostra posició»), que va ser lloat de forma unànime per la crítica musical, des de Radio 3 (els va premiar com a «millor banda en directe de l'any») a Rockdelux (que va triar Gure Jarrera com a millor disc nacional de l'any.).
Gure Jarrera es va publicar en una nova companyia discogràfica independent: Esan Ozenki Records, fundada pels mateixos Negu. A més d'editar els seus propis discos, van decidir fer el mateix amb altres grups bascos que cantessin en basc. Posteriorment crearien el sub-segell Gora Herriak amb el qual editarien a bandes que cantaven en altres llengües. L'àlbum els va suposar els seus primers problemes legals: el maig de 1993, el Tinent Coronel de la Guàrdia Civil Enrique Rodríguez Galindo va demandar a Negu Gorriak, a Ángel Katarain (tècnic de so de la banda) i a Esan Ozenki per un delicte de «danys a l'honor i difamació del bon nom». El motiu va ser la cançó «Ustelkeria», en la qual Negu Gorriak van acusar al guàrdia civil de narcotràfic, basant-se en un informe del fiscal donostiarra Luis Navajas que havia estat prèviament publicat per diferents mitjans de comunicació. Galindo va exigir un pagament de 15 milions de pessetes (90.000 euros), a més que el grup no pogués tocar la cançó en directe, ni incloure-la en futures reedicions del disc.
Durant 1993 va aparèixer, segons la crítica, l'obra mestra del grup, el doble vinil Borreroak Baditu Milaka Aurpegi. Encara que va haver-hi mitjans que llavors van qualificar el treball de «pretensiós», el fet és que fins i tot diaris conservadors com ABC o El Correo Español es van mostrar elogiosos respecte al nou àlbum de Negu Gorriak. Rockdelux va tornar a premiar-los amb el primer lloc de la llista de millors discos nacionals (fet que, fins a 2006, no es va repetir: només Negu Gorriak i Sr. Chinarro han col·locat dos discos en el número u de la citada revista) i amb el lloc número 30 en la llista de «els 100 millors discos espanyols del segle XX».
Durant 1991 i 1993 el grup va realitzar tres gires internacionals: Gora Herria/Power to the People Tour 91, Tour 91+1 i Itxurakeriari Stop!! Hypocrisy Tour 93, la més llarga que van realitzar en la seva història. Durant aquests tres anys van recórrer països com França, Àustria, la República Txeca, Països Baixos, Bèlgica, Espanya, Itàlia, Regne Unit, Cuba, Alemanya, Mèxic i Estats Units.

#### 1994-1996: la dissolució de Negu Gorriak
El 1994 va aparèixer un àlbum en directe, Hipokrisiari Stop! Bilbo 93-X-30, gravat el 30 d'octubre a Bilbao davant 9.000 persones. Aquest any van realitzar dues gires per Llatinoamèrica, una gira solidària per El Salvador en suport a la campanya electoral del FMLN (en la qual van utilitzar el nom de NG Brigadak en faltar Kaki Arkarazo, convalescent després d'una recent operació en la qual li van extirpar la melsa i la vesícula) i una segona gira anomenada Hegoamerikan Tour 94 per Xile, Argentina i Uruguai.
Com a resum de tot allò fet durant l'any, van editar un altre vídeo, Negu Gorriak Telebista.
Com a resultat de les seves gires per Llatinoamèrica, tant la mentalitat musical com a política del grup va sofrir una important transformació. Negu Gorriak va capgirar el seu so cap a ritmes llatins que van culminar en Ideia Zabaldu («Difondre la idea»; 1995). Per a Iñigo, aquest era el seu disc preferit de Negu Gorriak. Amb l'àlbum feren una nova gira Europea, Ideia Zabaldu Tour 95, en la qual van ser acompanyats per Todos tus muertos al concerts de l'estat espanyol, amb qui havien organitzat el Hegoamerikan Tour 94.

#### 1996-1999: Joxe Ripiau
El 1996, poc abans que Fermin anunciés la dissolució de Negu Gorriak, Iñigo, juntament amb el seu germà Jabier i Sergio Ordóñez va muntar el grup Joxe Ripiau. Al principi, es plantejaren el grup com un simple projecte de divertimento, ideat per Iñigo després d'un viatge per la República Dominicana.
Després d'unes ràpides sessions d'enregistrament van editar el seu primer àlbum, Positive Bomb, en el qual Iñigo es lliurava a la seva passió pels ritmes llatins i del Carib. La formació d'aquest nou combo va resultar poc habitual: Iñigo al baix (des dels temps de Kortatu no n'havia tornat a tocar), Jabier a l'acordió i Sergio al güiro i percussions. Al principi el grup no va aconseguir massa acceptació a Euskadi, encara que sí que van tenir gran repercussió a Catalunya.
El 1997, ja amb Negu Gorriak liquidats (el seu últim àlbum, Salam, Agur, s'havia editat poc després de Positive Bomb), va aparèixer el segon àlbum dels Ripiau, on Iñigo hi va dedicar totes les seves energies: Karpe Diem. Aquesta vegada amb millor producció que el disc anterior.
El 1998 publicaren Paradisu Zinema, un àlbum en el qual Iñigo va construir cada cançó al voltant d'una pel·lícula. Per exemple, «Kaiser Sose» feia referència al gàngster de la pel·lícula Sospitosos habituals de Bryan Singer. En l'enregistrament d'aquest àlbum va col·laborar Asier Ituarte (trombó), qui més tard es va unir a la banda, quedant aquesta com a quartet.

### Els anys 2000: Sagarroi
Durant l'any 2000 Joxe Ripiau van publicar el seu darrer àlbum, Bizitza Triste eta Ederra.
D'altra banda, el 7 de juny de 2000, el Tribunal Suprem va absoldre Negu Gorriak de tots els càrrecs en considerar que la querella de Galindo estava mal plantejada.
El gener de 2001, com que els advocats de Galindo no van recórrer la sentència, Negu Gorriak van anunciar la celebració de dos concerts com a comiat final i agraïment a tot el suport rebut durant el procés. Els concerts es van celebrar al febrer a Baiona (4.000 persones) i al velòdrom d'Anoeta a Sant Sebastià (dos dies amb 13.000 persones). Aproximadament 30.000 persones van ser testimonis dels tres últims concerts de Negu Gorriak.
Esan Ozenki, discogràfica sempre unida a Negu Gorriak, es va dissoldre juntament amb el grup, però va reaparèixer com un nou projecte: Metak. Amb la nova discogràfica va aparèixer el primer àlbum del nou projecte d'Iñigo: Sagarroi.

### 2013-2017: Lurra
Grup acústic.
Lurra va editar un disc anomenat AKATSA SISTEMAN l'any 2014.

### 2017-2019: Hiru Leike
Grup creat per Iñigo Muguruza i la vocalista Ane Odriozola. Recentment s'ha incorporat la bateria Paula Andrade.

## Discografia

### Kortatu
- «Disc dels quatre» (Soñua, 1985), al costat de Cicatriz, Jotakie i Kontuz-Hi!. Reeditat en CD per Oihuka el 2000.
- Kortatu (Soñua, 1985). LP. En la reedició en CD (Oihuka, 1998) es van incloure dues cançons extra: «Mierda de ciudad i «El último ska".
- A la calle (Soñua, 1986). Maxi single amb 3 cançons.
- El estado de las cosas (Soñua, 1986). LP. En la reedició en CD (Oihuka, 1998), es van incloure les cançons del maxi single A la calle.
- A Frontline Compilation (Xarxa Rhino-Organik, 1988). LP. Recopilatori, reeditat en CD per Oihuka en 1998.
- Kolpez Kolpe (Oihuka, 1988). LP. Reeditat en CD per Esan Ozenki en 1998.
- Azken Guda Dantza (Nola!, 1988). Doble LP en directe. En la reedició en CD (Esan Ozenki, 1992) desapareixen els xiulets de censura que es podien escoltar al tema «Aizkolari". En aquesta edició també es descobreix que el personatge ocult que apareixia en el encarte d'El estado de las cosas era Joan Carles I.

### Delirium Tremens
- Hiru Aeroplano (Oihuka, 1990). LP i CD.
- Delirium Tremens (Esan Ozenki, 1991). EP.
- Bilbo Zuzenean 91-5-24 (Esan Ozenki, 1991). LP i CD.

### Negu Gorriak
- Negu Gorriak (Oihuka, 1990). LP i CD. Reeditat en per Esan Ozenki en 1996.
- Gure Jarrera (Esan Ozenki, 1991). LP i CD.
- Herrera de la Mancha. 90-12-29 (Esan Ozenki, 1991). VHS.
- Gora Herria (Esan Ozenki, 1991). Maxisingle. Reeditat en CD en 1994, incloent com tema extra «Apatxe gaua».
- Tour 91+1 (Esan Ozenki,, 1992). VHS.
- Borreroak Baditu Milaka Aurpegi (Esan Ozenki, 1993). Doble LP i CD.
- Negu Gorriak Telebista (Esan Ozenki, 1994). VHS.
- Hipokrisiari Stop! Bilbo 93-X-30 (Esan Ozenki, 1994). Disc en directe. LP i CD.
- Ideia Zabaldu (Esan Ozenki, 1995). LP i CD.
- Ustelkeria (Esan Ozenki, 1996). Recopilatori de maquetes i rareses; originalment editat com a disc de suport que només es venia per correu. Reeditat per a la venda el 1999.
- Salam, Agur (Esan Ozenki, 1996). CD.
- 1990 - 2001 (Metak, 2005). DVD. Inclou els tres VHS i part dels concerts que van fer el 2001. Inclou un CD amb temes en directe d'aquests mateixos concerts.

### Joxe Ripiau
- Positive Bomb (Esan Ozenki, 1996). CD.
- Karpe Diem (Esan Ozenki, 1997). CD.
- Paradisu Zinema (Esan Ozenki, 1998). CD.
- Bizitza Triste eta Ederra (Esan Ozenki, 2000). CD.

### Sagarroi
- Meatzaldea (Metak, 2001). CD.
- Euria ari duela (Metak, 2003). CD.
- Toulouse (Metak, 2004). CD.
- Baleike (Kasba Music, 2006). CD.
- Haikua (Sagarroi ekoizpenak, 2009). CD.

### Lurra
- Akatsa sisteman (5gora, 2001). CD.